# Senatswahl in Tschechien 2022
Die Senatswahl in Tschechien 2022 fand am 23. und 24. September gemeinsam mit den Kommunalwahlen statt. Die Stichwahl folgte eine Woche später, am 30. September und 1. Oktober. Bei den Wahlen zum Tschechischen Senat wird ein Drittel der Senatoren neu gewählt, es wurden also 27 der 81 Mandate neu vergeben.
Die Wahlbeteiligung im ersten Wahlgang betrug 42,7 Prozent, im zweiten 19,4 Prozent. 12 Senatoren wurden wiedergewählt.

## Ergebnisse

### Zusammenfassung
- ČSSD: 1
- ANO: 5
- Unabh.: 5
- Sonst.: 5
- SEN 21: 4
- Piráti: 2
- STAN/SLK: 17
- KDU: 12
- TOP 09: 6
- ODS: 23
- Svobodní: 1

- ANO-ČSSD: 6
- fraktionslos: 3
- SEN 21-Piráti: 6
- STAN: 18
- KDU: 12
- ODS-TOP 09: 36

| Partei | Partei                                                                  | Erster Wahlgang | Erster Wahlgang | Erster Wahlgang | Zweiter Wahlgang | Zweiter Wahlgang | Zweiter Wahlgang | Sitze ohne Neuwahl | Sitze insgesamt | ±    |
| Partei | Partei                                                                  | Stimmen         | %               | Sitze           | Stimmen          | %                | Sitze            | Sitze ohne Neuwahl | Sitze insgesamt | ±    |
| ------ | ----------------------------------------------------------------------- | --------------- | --------------- | --------------- | ---------------- | ---------------- | ---------------- | ------------------ | --------------- | ---- |
|        | ANO 2011 (ANO)                                                          | 244 516         | 21,98           | 1               | 149 331          | 31,12            | 2                | 2                  | 5               | ±0   |
|        | Občanská demokratická strana (ODS)                                      | 151 908         | 13,65           | 0               | 111 071          | 23,15            | 8                | 15                 | 23              | +5   |
|        | Křesťanská a demokratická unie – Československá strana lidová (KDU-ČSL) | 120 972         | 10,87           | 1               | 74 696           | 15,57            | 6                | 5                  | 12              | +1   |
|        | Svoboda a přímá demokracie (SPD)                                        | 85 855          | 7,72            | 0               | 2 791            | 0,58             | 0                | 0                  | 0               | ±0   |
|        | Starostové a nezávislí (STAN)                                           | 75 406          | 6,78            | 0               | 6 410            | 1,34             | 0                | 15                 | 15              | −2   |
|        | TOP 09                                                                  | 73 473          | 6,60            | 1               | 33 341           | 6,95             | 2                | 3                  | 6               | +1   |
|        | Česká strana sociálně demokratická (ČSSD)                               | 43 870          | 3,94            | 0               | 10 344           | 2,16             | 0                | 1                  | 1               | −2   |
|        | Nezávislí (NEZ)                                                         | 32 431          | 2,92            | 0               | 9 031            | 1,88             | 1                | 0                  | 1               | +1   |
|        | Česká pirátská strana (Piráti)                                          | 28 302          | 2,54            | 0               |                  |                  |                  | 2                  | 2               | ±0   |
|        | Senátor 21 (SEN 21)                                                     | 27 672          | 2,49            | 0               | 21,051           | 4,39             | 1                | 3                  | 4               | +1   |
|        | Právo Respekt Odbornost (PRO)                                           | 27 048          | 2,43            | 0               |                  |                  |                  | 0                  | 0               | ±0   |
|        | Starostové pro Liberecký kraj (SLK)                                     | 19 613          | 1,76            | 0               | 14 000           | 2,92             | 1                | 1                  | 2               | ±0   |
|        | Komunistická strana Čech a Moravy (KSČM)                                | 17 612          | 1,58            | 0               |                  |                  |                  | 0                  | 0               | ±0   |
|        | Trikolora                                                               | 14 832          | 1,33            | 0               |                  |                  |                  | 0                  | 0               | ±0   |
|        | Tábor 2020                                                              | 14 186          | 1,28            | 0               | 10 676           | 2,23             | 1                | 0                  | 1               | +1   |
|        | Svobodní                                                                | 11 730          | 1,05            | 0               |                  |                  |                  | 1                  | 1               | ±0   |
|        | Strana zelených (SZ)                                                    | 8 828           | 0,79            | 0               |                  |                  |                  | 0                  | 0               | −1   |
|        | ProMOST                                                                 | 8 672           | 0,78            | 0               | 6 747            | 1,41             | 1                | 0                  | 1               | +1   |
|        | Spojení demokraté – Sdružení nezávislých (SD-SN)                        | 8 608           | 0,77            | 0               | 4 729            | 0,99             | 0                | 0                  | 0               | −1   |
|        | Hnutí pro Prahu 11 (HPP-11)                                             | 6 524           | 0,59            | 0               | 5 569            | 1,16             | 0                | 0                  | 0               | −1   |
|        | Hradecký demokratický klub                                              |                 |                 |                 |                  |                  |                  | 1                  | 1               | ±0   |
|        | Ostravak                                                                |                 |                 |                 |                  |                  |                  | 1                  | 1               | ±0   |
|        | Severočeši.cz (S.cz)                                                    |                 |                 |                 |                  |                  |                  | 0                  | 0               | −1   |
|        | Nestraníci (NK)                                                         |                 |                 |                 |                  |                  |                  | 0                  | 0               | −1 a |
|        | Občané patrioti (OPAT)                                                  |                 |                 |                 |                  |                  |                  | 0                  | 0               | −1 b |
|        | Občané Spolu – Nezávislí (OSN)                                          |                 |                 |                 |                  |                  |                  | 0                  | 0               | −1   |
|        | Unabhängige                                                             | 25 177          | 2,26            | 0               | 10 707           | 2,23             | 1                | 4                  | 5               | ±0   |
|        | Sonstige Parteien                                                       | 65 284          | 5,87            | 0               | 9 289            | 1,94             | 0                | 0                  | 0               | ±0   |
| Total  | Total                                                                   | 1 112 519       | 100,00          | 3               | 479 783          | 100,00           | 24               | 54                 | 81              | ±0   |

### Wahlkreisergebnisse

Wahlkreisgewinner nach Parteizugehörigkeit

|  | Občanská demokratická strana Křesťanská a demokratická unie – Československá strana lidová TOP 09 ANO 2011 Starostové a nezávislí / Starostové pro Liberecký kraj Senátor 21 Česká pirátská strana Svobodní Česká strana sociálně demokratická Sonstige Parteien / Parteilose |

| Wahlkreis            | Partei | Partei  | Bisheriger Senator | Partei | Partei     | Neuer Senator          |
| -------------------- | ------ | ------- | ------------------ | ------ | ---------- | ---------------------- |
| 1 – Karlovy Vary     |        | STAN    | Jan Horník         |        | ANO        | Věra Procházková       |
| 4 – Most             |        | SD-SN   | Alena Dernerová    |        | ProMOST    | Jan Paparega           |
| 7 – Plzeň-město      |        | OPAT    | Václav Chaloupek   |        | unabh.     | Daniela Kovářová       |
| 10 – Český Krumlov   |        | ODS     | Tomáš Jirsa        |        | ODS        | Tomáš Jirsa            |
| 13 – Tábor           |        | ANO     | Jaroslav Větrovský |        | Tábor 2020 | Marek Slabý            |
| 16 – Beroun          |        | ODS     | Jiří Oberfalzer    |        | ODS        | Jiří Oberfalzer        |
| 19 – Praha 11        |        | HPP-11  | Ladislav Kos       |        | ODS        | Hana Kordová Marvanová |
| 22 – Praha 10        |        | KDU-ČSL | Renata Chmelová    |        | TOP 09     | Jan Pirk               |
| 25 – Praha 6         |        | TOP 09  | Jiří Růžička       |        | TOP 09     | Jiří Růžička           |
| 28 – Mělník          |        | STAN    | Petr Holeček       |        | ODS        | Jarmila Smotlachová    |
| 31 – Ústí nad Labem  |        | S.cz    | Jaroslav Doubrava  |        | SEN 21     | Martin Krsek           |
| 34 – Liberec         |        | SLK     | Michael Canov      |        | SLK        | Michael Canov          |
| 37 – Jičín           |        | TOP 09  | Tomáš Czernin      |        | TOP 09     | Tomáš Czernin          |
| 40 – Kutná Hora      |        | ČSSD    | Jaromír Strnad     |        | KDU-ČSL    | Bohuslav Procházka     |
| 43 – Pardubice       |        | NK      | Miluše Horská      |        | KDU-ČSL    | Miluše Horská          |
| 46 – Ústí nad Orlicí |        | KDU-ČSL | Petr Šilar         |        | KDU-ČSL    | Petr Fiala             |
| 49 – Blansko         |        | KDU-ČSL | Jaromíra Vítková   |        | KDU-ČSL    | Jaromíra Vítková       |
| 52 – Jihlava         |        | ODS     | Miloš Vystrčil     |        | ODS        | Miloš Vystrčil         |
| 55 – Brno-město      |        | ČSSD    | Jan Žaloudík       |        | ODS        | Tomáš Töpfer           |
| 58 – Brno-město      |        | ANO     | Jiří Dušek         |        | ODS        | Jiří Dušek             |
| 61 – Olomouc         |        | KDU-ČSL | Lumír Kantor       |        | KDU-ČSL    | Lumír Kantor           |
| 64 – Bruntál         |        | ANO     | Ladislav Václavec  |        | ANO        | Ladislav Václavec      |
| 67 – Nový Jičín      |        | Zelení  | Petr Orel          |        | KDU-ČSL    | Ivana Váňová           |
| 70 – Ostrava-město   |        | unabh.  | Zdeněk Nytra       |        | ODS        | Zdeněk Nytra           |
| 73 – Frýdek-Místek   |        | OSN     | Jiří Cieńciała     |        | ANO        | Zdeněk Matušek         |
| 76 – Kroměříž        |        | KDU-ČSL | Šárka Jelínková    |        | NEZ        | Jana Zwyrtek Hamplová  |
| 79 – Hodonín         |        | KDU-ČSL | Anna Hubáčková     |        | KDU-ČSL    | Eva Rajchmanová        |